# 尪姨
尪姨，正寫為尪毉，又作紅姨，靈媒的一種。通常由年長女性擔任，作為亡靈的媒介，讓死靈附身，為原住民的重要祭祀人物。

## 文獻紀錄
臺灣文獻叢刊
- 苑裏志（下卷）：「……有紅姨焉，能代已死魂靈現身發話；探人隱事，多奇中，在彼皆乘間取利，而惑之者則牢不可破，陋俗相沿，安得如西門豹者除而去之之為愈也！」
- 新竹縣志初稿（卷五）：「……有紅姨焉，託名女佛，為人問鬼探神；雖遠代祖先，能勾其魂附紅姨以傳言，大抵皆乘便取利，婦女尤為酷信，其心牢不可破，蓋蠻貊之風猶存焉。」
- 樹杞林志：「……有代魂靈說話而為紅姨者，探人隱事，宛如現身與言，言則屢中，此皆乘間取利，蠱惑人心，種種陋俗相沿既久，已為牢不可破矣！」
- 臺灣通史（卷二十二）：「……三曰紅姨，是走無常，能攝鬼魂，與人對語，九天玄女，據之以言，出入閨房，刺人隱事……。」
- 苗栗縣志（卷七）及淡水廳志（卷十一）：「……有為紅姨，託名女佛，採人隱事，類皆乘間取利，信之者牢不可破。」[2]